# Países Bajos en el Festival de la Canción de Eurovisión Junior 2003
Países Bajos participó en el Festival de la Canción de Eurovisión Junior 2003 en Copenhague, Dinamarca, con la canción "Mijn ogen zeggen alles", interpretada, compuesta y escrita por Roel. El representante neerlandés fue escogido por medio del Junior Songfestival 2003, organizado por la AVRO. Países Bajos obtuvo el 11.er puesto el 15 de noviembre de 2003.

## Antes de Eurovisión Junior
El Junior Songfestival 2003 (denominado Junior Eurovisie Songfestival - Nationale Finale 2003 durante su emisión) fue la primera edición del Junior Songfestival de los Países Bajos. Fue presentado por Angela Groothuizen en el Pepsi Stage de (Ámsterdam). Nueve candidatos fueron seleccionados. 
La primera edición fue ganada por Roel Felius, quien convenció al jurado profesional y al televoto. 
| Puesto | Artista + Canción                                                | Puntos |
| ------ | ---------------------------------------------------------------- | ------ |
| 1      | Roel - Mijn ogen zeggen alles (Mis ojos lo dicen todo)           | 118    |
| 2      | Valerie - Leef je droom (Vive tu sueño)                          | 96     |
| 3      | Tom - Dansen in de lucht (Bailando en el cielo)                  | 91     |
| 4      | Hedwig - Verliefd (Enamórate)                                    | 84     |
| 5      | Jazmín - Mijn radio (Mi radio)                                   | 44     |
| 6      | Aylin & Remi - Weet waaraan je begint (sepa dónde comienza)      | 34     |
| 7      | Tessa & Marloes - Ik had het bijna gevraagd (casi pregunto)      | 29     |
| 8      | Aisa - Duizend Dromen (Mil sueños)                               | 23     |
| 9      | Claire & Manouk - Verliefd op een jongen (Enamorarse de un niño) | 20     |

## En Eurovisión Junior

### Puntos otorgados a Países Bajos
| Final     | Final     | Final    | Final                               | Final    |
| 12 puntos | 10 puntos | 8 puntos | 7 puntos                            | 6 puntos |
| --------- | --------- | -------- | ----------------------------------- | -------- |
| - Bélgica |           |          |                                     |          |
| 5 puntos  | 4 puntos  | 3 puntos | 2 puntos                            | 1 punto  |
|           | - España  |          | - Dinamarca - Reino Unido - Rumania | - Grecia |

### Puntos otorgados por Países Bajos
| Final     | Final               |
| --------- | ------------------- |
| 12 puntos | Bélgica             |
| 10 puntos | Croacia             |
| 8 puntos  | Reino Unido         |
| 7 puntos  | España              |
| 6 puntos  | Letonia             |
| 5 puntos  | Malta               |
| 4 puntos  | Macedonia del Norte |
| 3 puntos  | Bielorrusia         |
| 2 puntos  | Dinamarca           |
| 1 punto   | Grecia              |